# Trilussa
Trilussa, pseudonimo anagrammatico di Carlo Alberto Camillo Salustri (Roma, 26 ottobre 1871 – Roma, 21 dicembre 1950), è stato un poeta, scrittore e giornalista italiano, particolarmente noto per le sue composizioni in dialetto romanesco.

## Biografia

### Infanzia e istruzione (1871-1886)
Carlo Alberto Camillo Salustri nasce a Roma il 26 ottobre 1871 da Vincenzo, cameriere originario di Albano Laziale, e Carlotta Poldi, sarta bolognese a via del Babuino. Secondogenito dei Salustri, venne battezzato il 31 ottobre nella chiesa di San Giacomo in Augusta, con l'aggiunta di un quarto nome, Mariano. Un anno dopo, nel 1872, la sorella Elisabetta morì all'età di tre anni a causa di una difterite. L'infanzia travagliata del giovane Carlo venne colpita nuovamente due anni dopo, il 1º aprile 1874, a causa della morte del padre Vincenzo. Carlotta Poldi, dopo la morte del marito, decise di trasferirsi con il piccolo Carlo in via Ripetta, dove rimase per soli undici mesi, per poi trasferirsi nuovamente, nel palazzo in piazza di Pietra del marchese Ermenegildo Del Cinque, padrino di Carlo. Probabilmente è alla figura del marchese Del Cinque che Trilussa dovrà la conoscenza di Filippo Chiappini, poeta romanesco seguace del Belli; infatti Chiappini, nel sonetto Ar marchese Riminigirdo Der Cinque, indirizzato al padrino di Carlo Alberto, sembra riferirsi a Carlotta Poldi e a suo figlio quando, nella terzina conclusiva, scrive:
(Filippo Chiappini, Ar marchese Riminigirdo Der Cinque)
Nel 1877 Carlotta iscrisse suo figlio alle scuole municipali San Nicola, dove Carlo frequentò la prima e la seconda elementare. In seguito, nell'ottobre 1880, sostenne l'esame per essere ammesso al Collegio Poli dei Fratelli delle scuole cristiane, ma avendo sbagliato una semplice sottrazione, fu costretto a ripetere il secondo anno. A causa della sua negligenza e dello scarso impegno dovette ripetere anche la terza classe per poi, nel 1886, abbandonare definitivamente gli studi formali, nonostante le pressioni della madre, dello zio Marco Salustri e del professor Chiappini, che insistettero affinché Carlo continuasse a studiare.

### Esordi e leStelle de Roma(1887-1890)

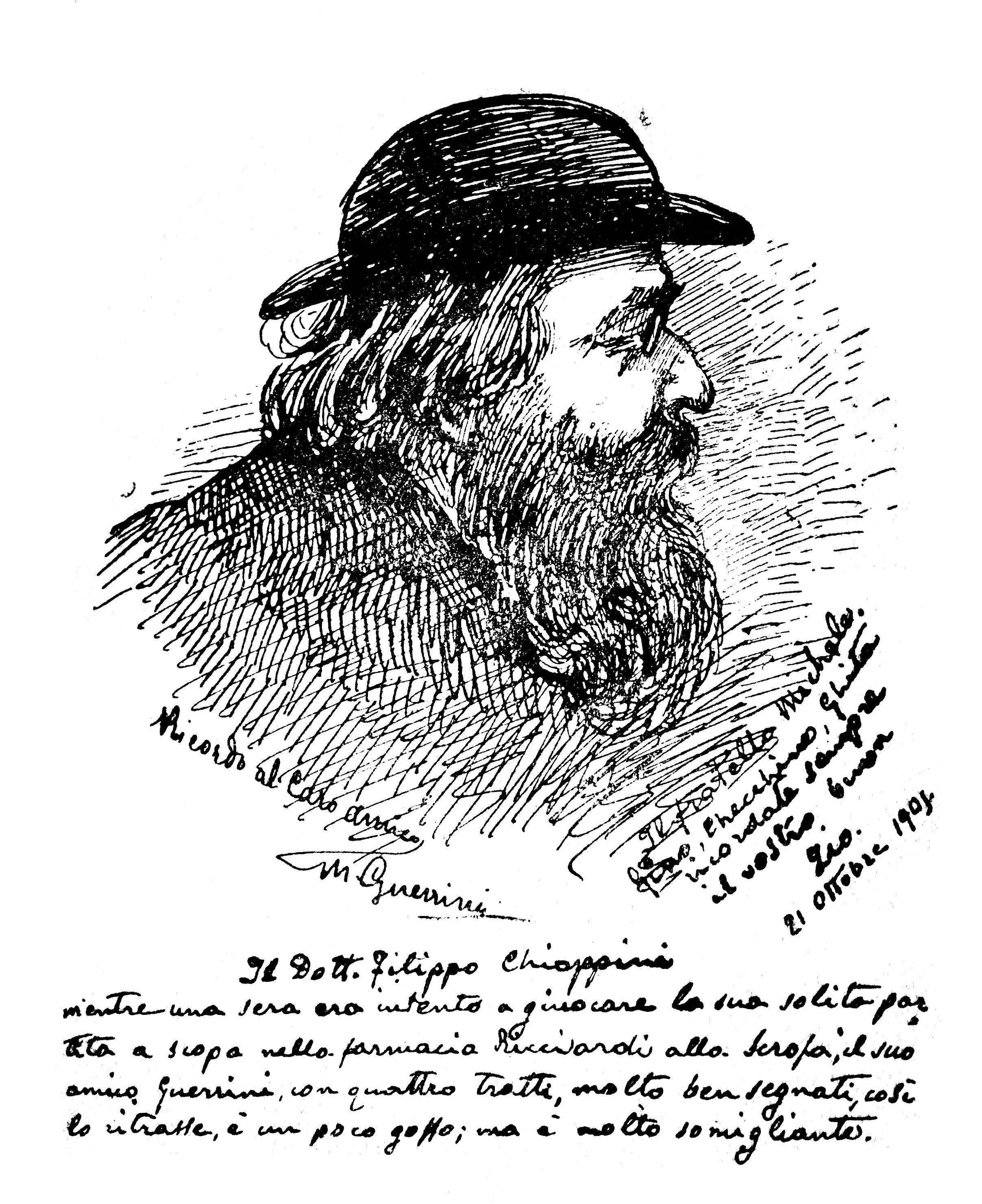
Ritratto di Filippo Chiappini, mentore di Trilussa che insistette affinché egli continuasse gli studi; in una lettera indirizzata alla madre Carlotta scrive: «Mandatelo a prendere quest'esame a Rieti, a Terni o in qualche altro paese dove non abbia a soffrire un'umiliazione che gli sarebbe penosa, e tornato qui con la sua licenza fatelo iscrivere all'Istituto e fategli studiare Ragioneria. Con tre anni d'Istituto egli può prendere la licenza tecnica e può ottenere un impiego governativo [...] Non mi dite che è tardi, perché non è vero.»

Nel 1887, all'età di sedici anni, presentò a Giggi Zanazzo, poeta dialettale direttore del Rugantino, un suo componimento chiedendone la pubblicazione. Il sonetto di ispirazione belliana, intitolato L'invenzione della stampa, partendo dall'invenzione di Johann Gutenberg sfociava, nelle terzine finali, in una critica alla stampa contemporanea:
(Trilussa, L'invenzione della stampa)
Zanazzo accettò di pubblicare il sonetto, che apparve nell'edizione del 30 ottobre 1887 firmato in calce con lo pseudonimo Trilussa. Da questa prima pubblicazione iniziò un'assidua collaborazione con il periodico romano, grazie anche al sostegno e all'incitamento di Edoardo Perino, editore del Rugantino, che porterà il giovane Trilussa a pubblicare, tra il 1887 e il 1889, cinquanta poesie e quarantuno prose.
Tra le tante poesie stampate tra le pagine del Rugantino, riscossero un successo clamoroso le Stelle de Roma, una serie di circa trenta madrigali che omaggiavano alcune delle più belle fanciulle di Roma. A partire dalla prima stella, pubblicata il 3 giugno, le poesie dedicate alle donzelle romane acquistarono progressivamente popolarità tale da coinvolgere l'intera redazione del Rugantino. Più autori, celati dietro a pseudonimi, si cimenteranno nella stesura di poesie intitolate a stelle sulla falsariga di quelle trilussiane. La popolarità che ottennero le sue composizioni spinse Trilussa a selezionarne venti e, dopo aver effettuato un lavoro di revisione durante il quale apportò sostanziali modifiche alle poesie scelte, le pubblicò in quella che sarà la sua prima raccolta di poesie, Stelle de Roma. Versi romaneschi, pubblicata nel 1889 da Cerroni e Solaro. Tuttavia l'improvvisa popolarità portò con sé le critiche dei belliani, che lo attaccarono per i temi trattati e lo accusarono di utilizzare un romanesco amalgamato all'italiano. Tra questi ci fu lo stesso Filippo Chiappini, che con lo pseudonimo di Mastro Naticchia canzonò il suo pupillo per mezzo di due poesie pubblicate sul Rugantino.
Dopo la pubblicazione della sua prima opera, le collaborazioni con il Rugantino diminuirono di frequenza; tuttavia Trilussa rimase fortemente legato all'editore Perino, con cui pubblicò, nel 1890, l'almanacco Er Mago de Bborgo. Lunario pe' 'r 1890, una ripresa dell'omonimo almanacco ideato nel 1859 dal poeta romanesco Adone Finardi, realizzato in collaborazione con Francesco Sabatini, in arte Padron Checco, e il disegnatore Adriano Minardi, in arte Silhouette. Trilussa scrive per l'almanacco un sonetto per ogni mese dell'anno, con in aggiunta un componimento di chiusura e alcune prose in romanesco.

### IlDon Chisciottee le favole rimodernate (1891-1900)
L'esperienza del lunario venne ripetuta anche l'anno successivo con Er Mago de Bborgo. Lunario pe' 'r 1891: questa volta i testi sono tutti di Trilussa, senza la collaborazione di Francesco Sabatini, ma accompagnati nuovamente dai disegni di Silhouette. Nel frattempo il poeta romano collaborò con vari periodici, pubblicando poesie e prose su Il Ficcanaso. Almanacco popolare con caricature per l'anno 1890, Il Cicerone e La Frusta. Ma la collaborazione più importante per Trilussa giunse nel 1891, quando iniziò a scrivere per il Don Chisciotte della Mancia, un quotidiano di diffusione nazionale, alternando articoli satirici che prendevano di mira la politica di Crispi e cronache cittadine. La produzione sul giornale si infittì nel 1893, quando il quotidiano cambiò denominazione diventando Il Don Chisciotte di Roma, e Trilussa, a ventidue anni, entrò a far parte del comitato redazionale del giornale.

Un ritratto di Trilussa nella periferia di Roma con la figlia di un suo amico

Fu in questo periodo che Trilussa preparò la pubblicazione del suo secondo volume di poesie, Quaranta sonetti romaneschi, una raccolta che a dispetto del nome contiene quarantuno sonetti, selezionati prevalentemente dalle recenti pubblicazioni su Il Don Chisciotte di Roma e in parte dalle poesie più datate pubblicate sul Rugantino; la raccolta, pubblicata nel 1894, segnò l'inizio della collaborazione tra Trilussa e l'editore romano Voghera, rapporto che si prolungherà per i successivi venticinque anni.
È sul giornale di Luigi Arnaldo Vassallo che nasce, tra il 1885 e il 1899, il Trilussa favolista: sono dodici le favole del poeta che comparvero sul Don Chisciotte; la prima tra queste fu La Cecala e la Formica, pubblicata il 29 novembre 1895, che oltre ad essere la prima favola scritta e da Trilussa, è anche la prima delle cosiddette favole rimodernate, che Diego De Miranda, il redattore della rubrica Tra piume e strascichi, in cui la favola fu pubblicata, annunciò così:
(Diego De Miranda)
Quando De Miranda afferma che il poeta romano non pubblica più sonetti perché li studia, probabilmente si riferisce alla raccolta che Trilussa sta preparando, e di cui lui è a conoscenza, che vedrà la luce solamente nel 1898, stampata presso la Tipografia Folchetto col titolo Altri sonetti. Preceduti da una lettera di Isacco di David Spizzichino, strozzino. Il curioso titolo dell'opera ha origine da un episodio che i biografi considerano reale: Trilussa, in difficoltà economiche, chiese un prestito a Isacco di David Spizzichino, un usuraio, garantendogli di restituirli dopo la pubblicazione del suo successivo libro. Ma il libro tardò ad essere pubblicato, e Isacco mandò una lettera perentoria al poeta; Trilussa decise di riportare la vicenda con l'allegria e l'ironia che lo contraddistinsero sempre: inserì nella raccolta una dedica al suo usuraio e la lettera intimidatoria a mo' di prefazione dell'opera.
Nel frattempo il poeta romano iniziò a diventare dicitore dei suoi versi, che declamava in pubblico nei circoli culturali, nei teatri, nei salotti aristocratici e nei caffè concerto, luogo prediletto da Trilussa, simbolo della Belle Époque. Senza conoscere il tedesco, nel 1898 Trilussa si avventurò nella sua prima esperienza estera, a Berlino, accompagnato dal trasformista Leopoldo Fregoli.

### Trilussa dicitore (1901-1914)

Trilussa in compagnia dello scultore Nicola D'Antino e del pittore Francesco Paolo Michetti

Sulla scia del successo iniziò a frequentare i "salotti" nel ruolo di poeta-commentatore del fatto del giorno. Durante il Ventennio evitò di prendere la tessera del Partito fascista, ma preferì definirsi un non fascista piuttosto che un antifascista. Pur facendo satira politica, i suoi rapporti con il regime furono sempre sereni e improntati a reciproco rispetto. Nel 1922 la Arnoldo Mondadori Editore iniziò la pubblicazione di tutte le raccolte. Sempre nel 1922 lo scrittore entra in Arcadia con lo pseudonimo di Tibrindo Plateo, che fu anche quello del Belli.
Fu padrino di battesimo del giornalista e radiocronista sportivo Sandro Ciotti. Il Presidente della Repubblica Luigi Einaudi nominò Trilussa senatore a vita il 1º dicembre 1950, venti giorni prima che morisse (si legge in uno dei primi numeri di "Epoca" dedicato, nel 1950, alla notizia del suo decesso, che il poeta, già da tempo malato, e presago della fine imminente, con immutata ironia, avesse commentato: "M'hanno nominato senatore a morte"; resta il fatto che Trilussa, benché settantanovenne al momento del trapasso, si ostinava con civetteria d'altri tempi a dichiarare di averne 73).

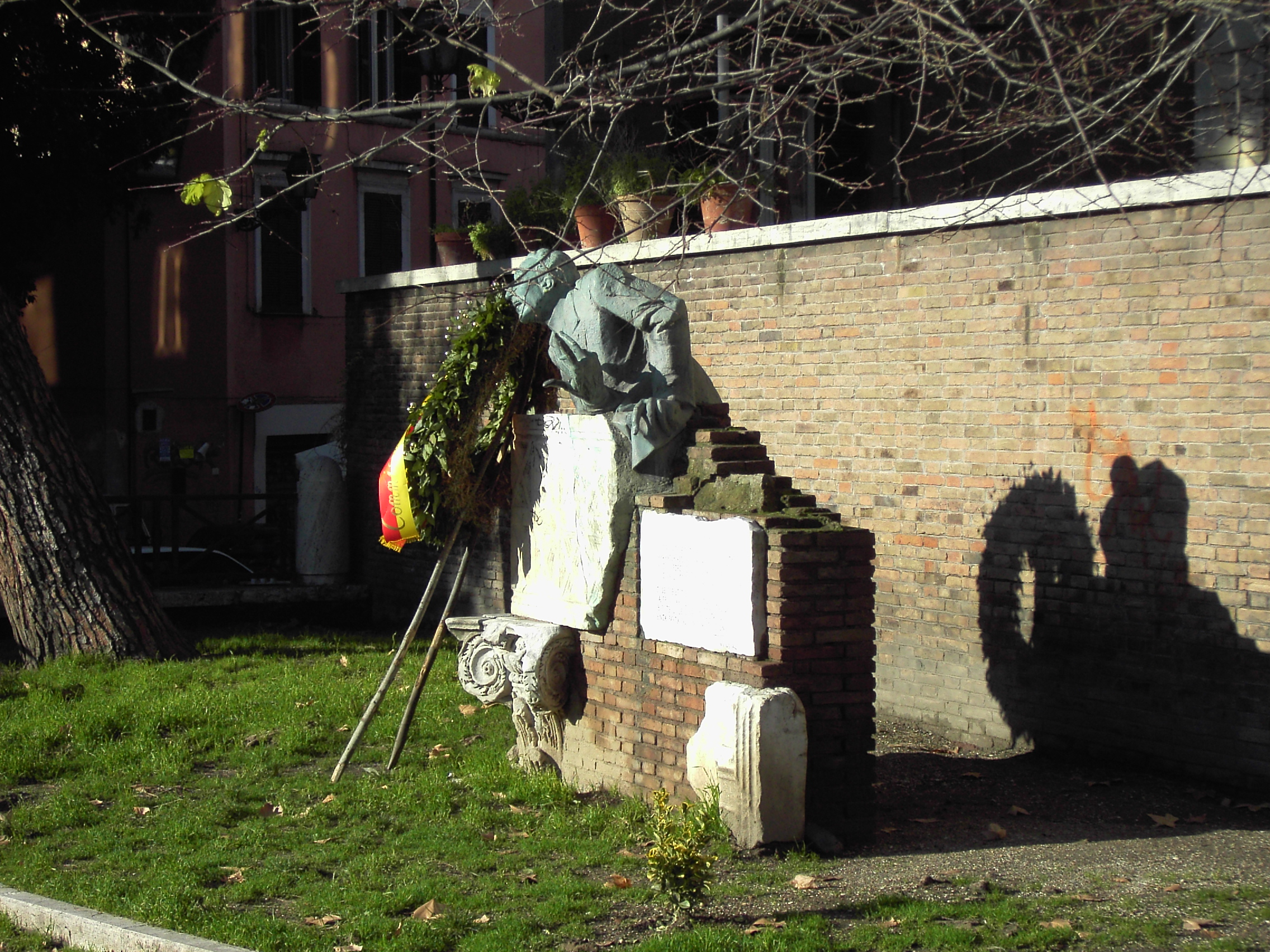
Monumento a Trilussa, nell'omonima piazza di Roma, tra il quartiere Trastevere e Ponte Sisto

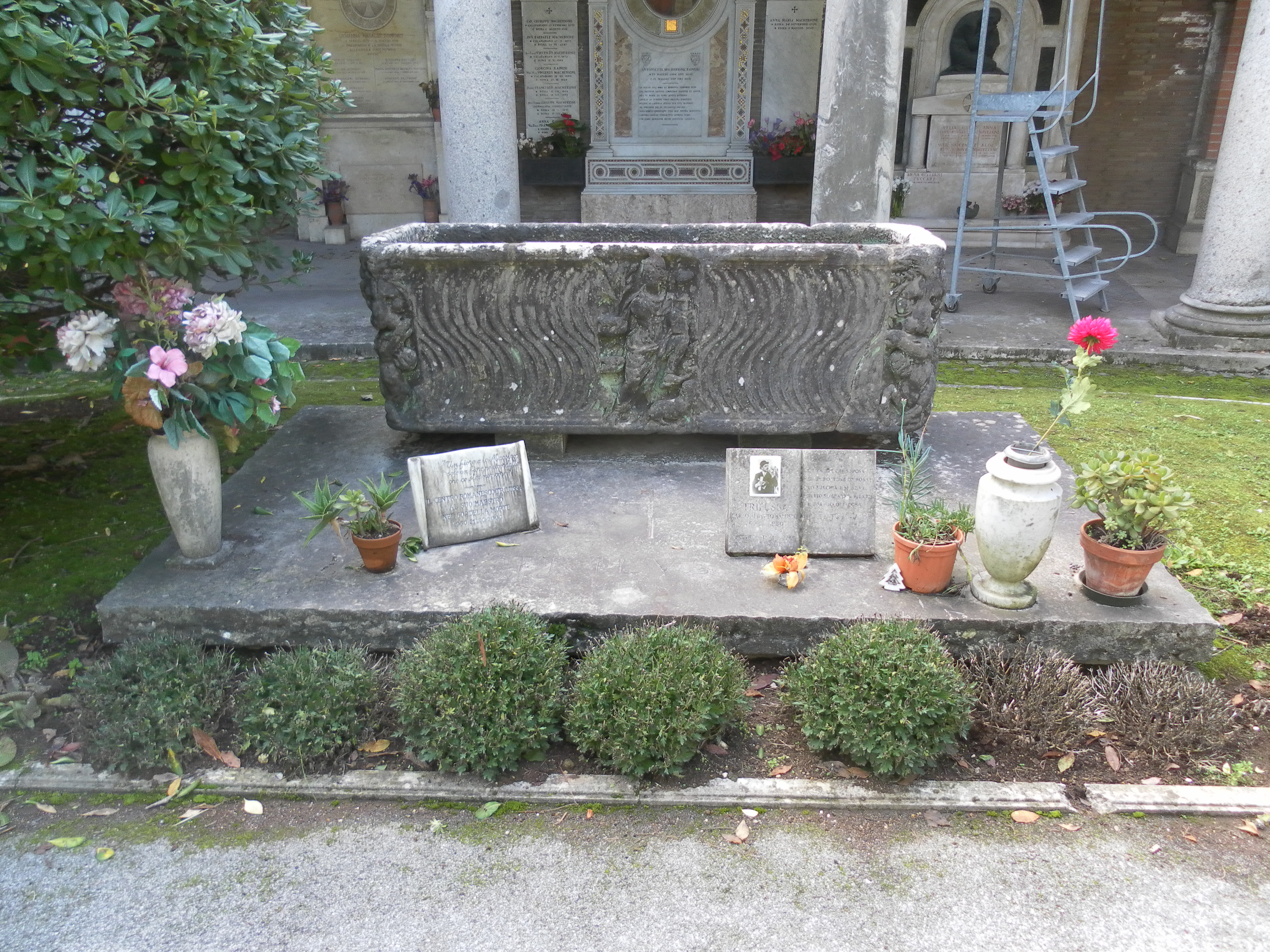
La tomba del poeta al cimitero monumentale del Verano, a Roma

Le sue ultime parole, pronunciate quasi farfugliando alla fedelissima domestica Rosa Tomei, pare siano state: "Mò me ne vado". La fantesca, invece, riferì al giornalista di "Epoca" che la intervistò: "Gli stavo preparando una sciarpa nuova, ora non gli servirà più". Morì il 21 dicembre; lo stesso giorno di Giuseppe Gioachino Belli, altro poeta romanesco, e di Giovanni Boccaccio. Era alto quasi due metri, come testimoniano le foto a corredo della notizia della sua morte, pubblicate dal settimanale mondadoriano "Epoca" nel 1950.
È sepolto nello storico cimitero del Verano in Roma, dietro il muro del Pincetto sulla rampa carrozzabile, nella seconda curva. Sulla sua tomba in marmo è scolpito un libro, sul quale è incisa la poesia Felicità. La raccolta di Tutte le poesie uscì postuma, nel 1951, a cura di Pietro Pancrazi, e con disegni dell'autore.

## Stile e tematiche

### La satira politico-sociale

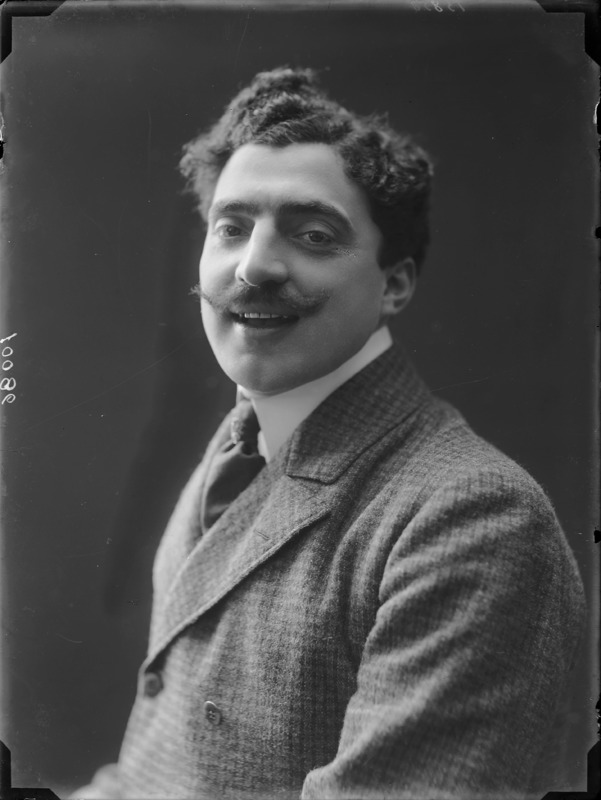
Trilussa

Con un linguaggio arguto, appena increspato dal dialetto borghese, Trilussa ha commentato circa cinquant'anni di cronaca romana e italiana, dall'età giolittiana agli anni del fascismo e a quelli del dopoguerra. La corruzione dei politici, il fanatismo dei gerarchi, gli intrallazzi dei potenti sono alcuni dei suoi bersagli preferiti. In alcune sue poesie, come Er venditore de pianeti, Trilussa manifestò anche un certo patriottismo di marca risorgimentale.
Ma la satira politica e sociale, condotta d'altronde con un certo scetticismo qualunquistico, non è l'unico motivo ispiratore della poesia trilussiana: frequenti sono i momenti di crepuscolare malinconia, la riflessione sconsolata, qua e là corretta dai guizzi dell'ironia, sugli amori che appassiscono, sulla solitudine che rende amara e vuota la vecchiaia (i modelli sono, in questo caso, Lorenzo Stecchetti e Guido Gozzano).
La chiave di accesso e di lettura della satira del Trilussa si trovò nelle favole. Come gli altri favolisti, anche lui insegnò o suggerì, ma la sua morale non fu mai generica e vaga, bensì legata ai commenti, quasi in tempo reale, dei fatti della vita. Non si accontentò della felice trovata finale, perseguì il gusto del divertimento per sé stesso già durante la stesura del testo e, ovviamente, quello del lettore a cui il prodotto veniva indirizzato.

### Il poeta in romanesco
Trilussa fu il terzo grande poeta dialettale romano comparso sulla scena dall'Ottocento in poi: se Belli con il suo realismo espressivo prese a piene mani la lingua degli strati più popolari per farla confluire in brevi icastici sonetti, invece Pascarella propose la lingua del popolano dell'Italia Unita, che aspira alla cultura e al ceto borghese, inserita in un respiro narrativo più ampio. Infine Trilussa ideò un linguaggio ancora più prossimo all'italiano, nel tentativo di portare il vernacolo del Belli verso l'alto. Trilussa alla Roma popolana sostituì quella borghese, alla satira storica l'umorismo della cronaca quotidiana.

In particolare Trilussa ha la capacità di evidenziare meschinità e debolezze tipiche delle persone attraverso metafore efficaci e graffianti, spesso basate su episodi che hanno come protagonisti animali domestici. È questo il caso del noto sonetto Er cane moralista in cui all'iniziale comportamento censorio e critico verso comportamenti riprovevoli, segue un finale in cui l'accomodamento e il reciproco interesse richiamano situazioni non rare nei comportamenti umani. 

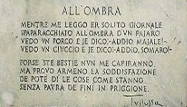
Poesia di Trilussa, posta sul basamento del monumento del poeta in Trastevere

## Opere
Tra il 1887 e il 1950 Trilussa ha pubblicato le sue poesie inizialmente sui giornali per poi raccoglierle in un secondo momento in volumi. Questo gli permetteva di cogliere immediatamente i giudizi dei lettori, oltre a mostrargli la resa artistica dei suoi componimenti a una prima stesura. Solo successivamente avveniva un lavoro di selezione e di perfezionamento delle sue poesie, scartando quelle meno attuali, adoperando interventi stilistici, metrici e linguistici. Questa seconda fase rendeva le raccolte del poeta romano non una semplice collezione e riproposizione di poesie disseminate sulle pagine dei quotidiani, ma veri e propri libri di poesie, perfezionati e, all'occorrenza, rinnovati in relazione al contesto sociale.
- Stelle de Roma. Versi romaneschi (1889)
- Er Mago de Bborgo. Lunario pe' 'r 1890 (1890)
- Er Mago de Bborgo. Lunario pe' 'r 1891 (1891)
- Quaranta sonetti romaneschi (1894)
- Altri sonetti. Preceduti da una lettera di Isacco di David Spizzichino, strozzino (1898)
- Favole romanesche, Roma, Enrico Voghera, 1901.
- Caffè-concerto, Roma, Enrico Voghera, 1901.
- Er serrajo, Roma, Enrico Voghera, 1903.
- Sonetti romaneschi, Roma, Enrico Voghera, 1909.
- Nove poesie, Roma, Enrico Voghera, 1910 (online).
- Roma nel 1911: l'Esposizione vista a volo di cornacchia: sestine umoristiche, Roma, Tip. V. Ferri e C., 1911.
- Le storie, Roma, Enrico Voghera, 1913.
- Ommini e bestie, Roma, Enrico Voghera, 1914.
- La vispa Teresa, Roma, Casa editrice M. Carra e C., di L. Bellini, 1917.
- ... A tozzi e bocconi: Poesie giovanili e disperse, Roma, Carra, 1918.
- Le finzioni della vita. , Rocca San Casciano, Licinio Cappelli, Editore, 1918.
- Lupi e agnelli, Roma, Enrico Voghera, 1919.
- Le cose, Roma-Milano, A. Mondadori, 1922.
- I sonetti, Milano, A. Mondadori, 1922.
- La Gente, Milano, A. Mondadori, 1927.
- Picchiabbò, ossia La moje der ciambellano: spupazzata dall'autore stesso, Roma, Edizioni d'arte Fauno, 1927.
- Libro n. 9, Milano, A. Mondadori, 1930.
- Evviva Trastevere: poesie, bozzetti, storia della festa de nojantri, varietà, Trilussa e altri, Roma, Casa edit. Autocultura, 1930.
- La porchetta bianca, Milano, A. Mondadori, 1930.
- Giove e le bestie, Milano, A. Mondadori, 1932.
- Cento favole, Milano, A. Mondadori, 1934.
- Libro muto, Milano, A. Mondadori, 1935.
- Le favole, Milano, A. Mondadori, 1935.
- Duecento sonetti, A. Milano, Mondadori, 1936.
- Sei favole di Trilussa: commentate da Guglielmo Guasta Veglia (Guasta), Bari, Tip. Laterza e Polo, 1937.
- Mamma primavera: favole di Trilussa: con commento di Guglielmo Guasta Veglia: disegni di Giobbe, Bari, Tip. Laterza e Polo, 1937.
- Lo specchio e altre poesie, Milano, A. Mondadori, 1938.
- La sincerità e altre fiabe nove e antiche, Milano, A. Mondadori, 1939.
- Acqua e vino, Roma, A. Mondadori (Tip. Operaia Romana), 1945.
- Le prose del Rugantino e del Don Chisciotte e altre prose, a cura di Anne-Christine Faitrop Porta, 2 voll., Roma, Salerno, 1992. ISBN 88-8402-105-7.

## Citazioni e influenze
Molte delle composizioni di Trilussa sono state a più riprese utilizzate da altri artisti come testi per le proprie canzoni, talvolta reinterpretandole. Alcuni esempi:
- Ninna nanna della guerra, rivisitata da Maria Monti, su musica popolare;[21]
- Ninna nanna della guerra, cavallo di battaglia per molti anni di Claudio Baglioni col titolo di Ninna nanna nanna ninna, specialmente nelle registrazioni dal vivo (vedi la sua discografia).

Una citazione della satira sui "polli" si ritrova nella canzone Penelope di Jovanotti, nel verso "Se io mangio due polli e tu nessuno, statisticamente noi ne abbiamo mangiato uno per uno".
Esempi di utilizzo dei suoi versi si trovano anche nella musica cólta. Alfredo Casella, ad esempio, musicò alcune favole romanesche (Er coccodrillo, La carità, Er gatto e er cane, L'elezzione der presidente).
L'attore Luca Ward ha interpretato cinque poesie nell'album Echi de Roma - Omaggio a Trilussa musicato da Andrea Montepaone (altre cinque sono cantate da Alessandro Pitoni). 
La poesia La Fede è stata ripresa e riutilizzata da papa Giovanni Paolo I, Albino Luciani, per sviluppare una delle lettere contenute nel libro Illustrissimi. Luciani, come nella poesia, si interroga sulla fede: su che cosa essa sia e sul perché alcuni la sentano ardentemente, mentre altri non l'abbiano affatto. Luciani aggiunge poi alcuni riferimenti a Manzoni. Luciani ha inoltre recitato La Fede in un'udienza del mercoledì durante il suo breve pontificato, il 13 settembre 1978.

### Opere musical su testi di Trilussa
- Alipio Calzelli, Il balbuziente: versi di Trilussa, Napoli, Bideri, 190?
- Angelo Vagnetti, Un cameriere filosofo: versi di Trilussa: musica di A. Vagnetti, Napoli, Bideri, 1903.
- Virgilio Brancali, La ninna nanna della guerra: canto e piano: versi di Trilussa, Roma, Casa Musicale Italiana, 1917.
- Costantino Lombardo, Voci lontane: Poemetto per voci e orchestra: versi di Trilussa, Roma, Tip. Danesi, 1917.
- Alfredo Casella, Quattro favole romanesche di Trilussa musicate per canto e pianoforte, Milano, G. Ricordi, 1924.
- Cesare Franco, Bolla de sapone: lirica per soprano o tenore con accompagnamento di pianoforte od orchestra: op. 46: versi di Trilussa, Bari, Raffaello Leo, 1930.
- Agostino Zanchetta, Er chirichetto: per canto e pianoforte: parole di Trilussa, Bologna, U. Pizzi Edit. Tip., 1931.
- E. Sc. Skeletti, La felicità: per canto e pianoforte: versi di Trilussa, Milano, G. Ricordi, 1937.
- E. Sc. Skeletti, La quercia: per canto e pianoforte: versi di Trilussa, Milano, G. Ricordi, 1937.
- E. Sc. Skeletti, La bocca: per canto e pianoforte: versi di Trilussa, Milano, G. Ricordi, 1938.
- Mario Pilati, La tartaruga: per canto e pianoforte: poesia di Trilussa (da Le favole), Milano, G. Ricordi, 1940.
- Giuseppe Micheli, Trilussa aroma de Roma: testi di Trilussa: musiche originali di G. Micheli, Milano, Usignolo, 1976.
- Celestino Eccher, Sette canzoncine per bambini: su testi di Trilussa, Trento, Federazione cori del Trentino, 2000.
- Echi de Roma - Omaggio a Trilussa, album con poesie recitate da Luca Ward e cantate da Alessandro Pitoni, musiche originali di Andrea Montepaone, Roma, Edizioni Musicali FM Records, 2025.

### La miniserie televisiva
Rai 1 ha presentato nelle serate dell'11 e 12 marzo 2013 la miniserie in due puntate, con protagonista Michele Placido, Trilussa - Storia d'amore e di poesia.